# NoitulovE
Pour plus de détails, voir Fiche technique et Distribution.
noitulovE (« Évolution » écrit à l'envers) est un spot publicitaire britannique diffusé à la télévision et au cinéma en 2005 pour promouvoir le nouvelle bière de la marque Diageo : la Guinness stout. Ce clip de 60 secondes est l'élément central d'une campagne de publicité de 15 millions de livre sterling, nommée « Good things come to those who wait » (en français : de bonnes choses arrivent à ceux qui attendent) ciblant les hommes âgés entre 25 et 35 ans.
La publicité a été imaginée par l'agence de publicité, Abbott Mead Vickers BBDO (en) pour un budget de 1,3 million. Elle a été réalisée par Daniel Kleinman (en) et produite par la Kleinman Productions, avec la post-production par Framestore CFC. Elle a été diffusée pour la première fois à la télévision Britannique, le 3 octobre 2005.
Elle met en scène trois personnages qui remontent le temps et la chaîne de l'évolution des espèces, d'humains actuels dégustant une bière dans un pub londonien, ils passent au statut d'homme des cavernes pendant la dernière glaciation, à celui de pré-humain dans la forêt, de singes hominidés dans les arbres, de petits mammifères, de poissons, etc. pour finalement boire l'eau d'une mare et s'écrier : « Pouah ! » Alors la publicité se conclut par la vision de trois pintes et du slogan : « de bonnes choses arrivent à ceux qui attendent ».
Cinquième clip de la campagne de publicité « Good things come to those who wait », sa diffusion a mis fin a une pause de quatre ans. Elle a bénéficié d'une excellente réception par la critique. noitulovE a reçu plus de 30 prix, ce qui en fait la publicité, la plus récompensée dans le monde en 2006. La campagne aurait même augmenté les ventes de la marque qui, alors que le Royaume-Uni est dans une période de recul général du marché de la bière, a vu ses gains augmenter, ces ventes atteindre leurs plus haut volume, la valeur des actions monter. Guinness est devenu le leader régional du marché de la bière.

## Description

Variante de la marche du Progrès, illustration originellement conçue par en 1965 représentant l'histoire évolutive des homininés, l'un des thèmes de la publicité.

De nos jours, dans un pub londonien, trois hommes âgés entre 25 et 35 ans, (2 blancs, 1 noir) boivent un verre plein de Guinness. En fond, une musique de Sammy Davis, Jr : « The Rhythm of Life » (en français : « Le Rythme de la Vie »), une musique écrite pour la comédie musicale Sweet Charity de 1969.
Très vite, le cours du temps s'inverse. Les personnages sont au milieu d'un voyage dans le temps que l'on pourrait comparer à un rembobinage de cassette vidéo. Les trois hommes sortent du bar en marche arrière, les autres clients du bar disparaissent et les trois hommes se retrouvent seuls dans la rue. Ils continuent à marcher, leurs vêtements se démodernisent, les immeubles se déconstruisent. Ils passent de vêtements modernes à l'époque actuelle, à des costumes de l'Époque édouardienne dans une ville dont l'éclairage public est à nouveau en lampes à gaz. Ensuite, la caméra prend de la hauteur et survole la ville en régression, Londres redevient Londinium puis disparait dans un paysage sans construction humaine. La caméra redescend au niveau des personnages, la forêt s’épaissit, les vêtements et les coiffures des trois hommes se modifient. Ils arrivent à l'Âge du bronze avec des cheveux longs et des vêtements en peau de bête. Un gros plan sur l'un des personnages montre sa transformation en homme des cavernes. Le trio se retrouve alors entouré de glaciers avant d'être complètement gelés pendant... l'âge de glace.
Puis, le temps reprend son cours (toujours en marche arrière), les trois personnages sont maintenant des hominidés primitifs portant des pagnes et marchant à reculons avec une démarche simienne. Ils sont ensuite des chimpanzés, puis l'évolution inversée de ces personnages s’accélère : écureuils volants, mammifères à fourrure, mammifères aquatiques, poisson, oiseaux inaptes au vol, petits dinosaures... L'environnement accompagne ce changement, le clip visualise des millions d'années de changements géologiques survenus en moins de quelques secondes. Enfin, les trois deviennent mudskippers au bord d'une flaque d'eau saumâtre. Comme dans la première scène, le temps reprend son cours normal, le temps de boire un peu d'eau de la flaque et de déclarer un "Pweugh!" sonore, onomatopée de dégoût pour cette eau. Le film se termine par un plan-produit de trois pintes de Guinness, accompagné par l'accroche « Good things come to those who wait » (en français : de bonnes choses arrivent à ceux qui attendent).